# تانچی
تانچی (به لاتین: Thanchi) یک منطقهٔ مسکونی در بنگلادش است که در ناحیه بندربان واقع شده‌است. تانچی ۱٬۰۲۰٫۸۲ کیلومتر مربع مساحت و ۱۶٬۱۰۴ نفر جمعیت دارد.